# Paul Sundheim
Paul Lennard Sundheim (* 20. September 2001 in Recklinghausen) ist ein deutscher Schauspieler.

## Leben
Paul Sundheim machte seine ersten Schauspielerfahrungen im Alter von zehn Jahren im Schultheater, wo er ab 2011 in mehreren Produktionen mitwirkte. 2013 stand er unter der Regie von Niki Stein erstmals vor der Kamera. Sundheim wirkte seither in mehreren Fernsehserien und -filmen mit.
Im 90-minütigen Winter-Special der 8. Staffel der österreichisch-deutschen TV-Serie Der Bergdoktor, das im Dezember 2014 erstausgestrahlt wurde, hatte Sundheim als gehbehinderter Nachbarsjunge, der sich mit dem Bergdoktor Dr. Martin Gruber (Hans Sigl) anfreundet, eine der Hauptrollen. In der TV-Serie Der Lehrer spielte er in den Jahren 2015 und 2018 die Rolle des ehemaligen Problemschülers Dennis Lörding, der sich wegen häuslichen Psychoterrors mit Kraft- und Mutproben in Lebensgefahr bringt.
In der 5. Staffel der ZDF-Serie Bettys Diagnose (2019) übernahm Sundheim eine der Episodenhauptrollen als halbwüchsiger Sohn einer Impfgegnerin, der an einer lebensbedrohlichen Diphtherie leidet. Eine weitere Episodenhauptrolle hatte er als 14-jähriger an Leukämie erkrankter Robin Sommer, bei dem zunächst der Verdacht besteht, dass er von seinen Eltern körperlich misshandelt wird, in der Fernsehserie Großstadtrevier (2019).
In der TV-Komödie Mit der Tür ins Haus (2019, Regie: Karola Meeder) verkörperte er den von der bedrängten Wohnsituation bei seiner Mutter genervten 14-jährigen Linus Jacob, den Filmsohn von Hauptdarstellerin Chiara Schoras, der zunächst mit seinem Zelt in den Garten flüchtet und am Ende auszieht.
In der 4-teiligen Miniserie Deutscher, die ab April 2020 auf ZDFneo erstausgestrahlt wurde, spielte Sundheim, neben Johannes Geller, eine der Hauptrollen, den Schüler David Schneider, der die Bemühungen seiner Eltern, auf Distanz zu den mit einer rechtspopulistischen Partei sympathisierenden Nachbarn zu gehen, unterläuft. In dem TV-Film Emmas Geheimnis, der im Dezember 2020 in der Katie-Fforde-Reihe des ZDF erstausgestrahlt wurde, spielte Sundheim den begabten, jungen Pianisten und Musikschüler Lukas Engelhardt. In der historischen Fernsehserie Ein Hauch von Amerika (2021) verkörperte Sundheim in einer der Hauptrollen den 17-jährigen, versehrten Vinzenz Kastner, den jüngeren Bruder der weiblichen Hauptfigur Marie (Elisa Schlott). In der 5. Staffel der ZDF-Serie SOKO Potsdam (2022) spielte Sundheim den 19-jährigen Sohn der Kriminalkommissarin Tamara Meurer (Anja Pahl).
Paul Sundheim, der Klavier und Trompete spielt, lebt in Berlin.

## Filmografie (Auswahl)
- 2014: Dr. Gressmann zeigt Gefühle (Fernsehfilm)
- 2014: Herzensbrecher – Vater von vier Söhnen: Ein richtiges Kind (Fernsehserie, eine Folge)
- 2014: Der Bergdoktor: Schuld (Fernsehserie, eine Folge)
- 2015; 2018: Der Lehrer (Fernsehserie, zwei Folgen)
- 2016: Tatort: Wendehammer (Fernsehreihe)
- 2019: Bettys Diagnose: Kopf oder Herz (Fernsehserie, eine Folge)
- 2019: Großstadtrevier: Rettungskind (Fernsehserie, eine Folge)
- 2019: Merz gegen Merz: Alles auf Anfang (Fernsehserie, eine Folge)
- 2019: Mit der Tür ins Haus (Fernsehfilm)
- 2020: Dunkelstadt: Masken (Fernsehserie, eine Folge)
- 2020: Sekretärinnen – Überleben von 9 bis 5: Apfel, Stamm, Toast (Fernsehserie, eine Folge)
- 2020: Deutscher (Fernsehserie)
- 2020: Katie Fforde: Emmas Geheimnis (Fernsehreihe)
- 2021: Heldt: Das Karma kein Zufall sein (Fernsehserie, eine Folge)
- 2021: Billy Kuckuck – Angezählt (Fernsehreihe)
- 2021: Ein Hauch von Amerika (Fernsehserie, 6 Folgen)
- 2022: Der Kommissar und der See – Liebeswahn (Fernsehreihe)
- 2022: SOKO Potsdam (Fernsehserie, Folgen: In Therapie, Romy und Julian, Das siebte Haus)
- 2022: Der Spalter (Fernsehfilm)
- 2023: Gäste zum Essen (Fernsehfilm)
- 2024: Blutige Anfänger: Blutlinie (Fernsehserie, eine Folge)
- 2024: Die Bergretter: Ein letzter Augenblick (Fernsehserie, eine Folge)
- 2025: Notruf Hafenkante: Sie ist wieder da (Fernsehserie, eine Folge)
- 2025: SOKO Donau/SOKO Wien: Eine Nacht in Zwentendorf (Fernsehserie, eine Folge)